# Argyrodes modestus
Argyrodes modestus är en spindelart som beskrevs av Tord Tamerlan Teodor Thorell 1899. Argyrodes modestus ingår i släktet Argyrodes och familjen klotspindlar.
Artens utbredningsområde är Kamerun. Inga underarter finns listade i Catalogue of Life.